# Кучины (род)
Кучины — русский дворянский род.

## Происхождение и история рода
Происходит, как считается, от Скарба Млынковского, переселившегося из Польши в Москву при великом князе Симеоне Гордом и принявшего фамилию Мельницких (1352). Один из них Иван Матвеевич Мельницкий, прозванный Куча, служивший при Иване Грозном, был родоначальником Кучиных. Юрий Бахтеярович Кучин (1614) — голова у арзамасских князей, мурз и служилых татар. В XVI и XVII веках Кучины были воеводами и стряпчими.
При подаче документов (1686) для внесения рода в Бархатную книгу, были предоставлены: родословная роспись Кучиных (москвичей) представлена Иваном Кучиным и родословная роспись Кучиных (владимирцев) представленная Тимофеем Кучиным, царская жалованная грамота на вотчины: деревни Малахово и Максимовское с починками и пустошами в Верхуской Луке Луховского уезда (1613) и наказная память (1614).
Род этой фамилии внесён Герольдией в VI часть родословных книг Тверской, Тульской и Ярославской губерний.

## Описание герба
Щит разделён на четыре части, из которых в 1-й части в чёрном поле пирамидально положены 6 серебряных пушечных ядер. В 3-й части в зелёном поле — золотой палисад. Во 2-й и 4-й частях в золотом и красном полях находится стоящий на задних лапах лев, переменных с полями цветов, держащий в правой лапе саблю, вверх поднятую.
На щите дворянский коронованный шлем. Нашлемник: три страусовых пера. Намёт на щите красный, подложенный золотым и золотой, подложенный зелёным. Герб рода Кучиных внесен в Часть 7 Общего гербовника дворянских родов Всероссийской империи, стр. 44. Дата обращения: 24 июня 2013. Архивировано 24 июня 2013 года..

## Известные представители
- Кучин Иван Афанасьевич — стряпчий (1676), московский дворянин (1692).
- Кучин Матвей Афанасьевич — московский дворянин (1677).
- Кучин Глеб Иванович — стряпчий (1692).
- Кучин Борис Иванович — стольник (1692)[2].